# Волнат-Гроув (Міссурі)
Волнат-Гроув (англ. Walnut Grove) — місто (англ. city) в США, в окрузі Грін штату Міссурі. Населення — 652 особи (2020).

## Географія
Волнат-Гроув розташований за координатами 37°24′40″ пн. ш. 93°32′53″ зх. д. / 37.41111° пн. ш. 93.54806° зх. д. (37.411233, -93.547976).  За даними Бюро перепису населення США в 2010 році місто мало площу 1,61 км², уся площа — суходіл.

## Демографія
Згідно з переписом 2010 року, у місті мешкало 665 осіб у 274 домогосподарствах у складі 184 родин. Густота населення становила 414 особи/км².  Було 306 помешкань (190/км²).
Расовий склад населення:
| - 97,6 % — білих - 1,4 % — корінних американців - 0,2 % — чорних або афроамериканців |

До двох чи більше рас належало 0,9 %. Частка іспаномовних становила 0,8 % від усіх жителів.
За віковим діапазоном населення розподілялося таким чином: 26,0 % — особи молодші 18 років, 58,1 % — особи у віці 18—64 років, 15,9 % — особи у віці 65 років та старші. Медіана віку мешканця становила 35,9 року. На 100 осіб жіночої статі у місті припадало 82,2 чоловіків;  на 100 жінок у віці від 18 років та старших — 83,6 чоловіків також старших 18 років.
Середній дохід на одне домашнє господарство  становив 39 959 доларів США (медіана — 32 273), а середній дохід на одну сім'ю — 46 847 доларів (медіана — 36 932). За межею бідності перебувало 24,1 % осіб, у тому числі 23,8 % дітей у віці до 18 років та 11,9 % осіб у віці 65 років та старших.
Цивільне працевлаштоване населення становило 243 особи. Основні галузі зайнятості: освіта, охорона здоров'я та соціальна допомога — 27,2 %, роздрібна торгівля — 14,8 %, науковці, спеціалісти, менеджери — 14,4 %.